# Верховное народное собрание КНДР
Верхо́вное наро́дное собра́ние (кор. 최고인민회의?, 最高人民會議?, Чвего инмин хвеи) — высший орган государственной власти и высший законодательный и представительский орган (парламент) Корейской Народно-Демократической Республики.
C 2019 года его возглавляет Председатель Президиума Верховного народного собрания КНДР — Чхве Рён Хэ. 
Согласно Конституции КНДР, в перерывах между сессиями Верховного народного собрания его полномочия выполняет Президиум ВНС.
687 депутатов собрания избираются на основе всеобщего, равного и прямого избирательного права тайным голосованием на 5 лет. Выборы в КНДР являются безальтернативными (гражданам предлагается выбрать одного кандидата, отдав свой голос «за» или «против» него) и происходят по одномандатным округам. Традиционно сообщается, что все или почти все избиратели явились на участок, и все явившееся проголосовали за выдвинутых кандидатов.
Срок полномочий депутатов ВНС — 5 лет.
Избирательное право действует с 17 лет. В депутаты собрания выдвигались кандидаты от Единого демократического отечественного фронта КНДР (ЕДОФ), объединяющего общественные организации и политические партии при руководящей роли Трудовой партии Кореи (ТПК).

## Созывы Верховного Народного Собрания
| Созывы | Число депутатов | Начало функционирования | Окончание функционирования |
| ------ | --------------- | ----------------------- | -------------------------- |
| I      | 572             | 2 сентября 1948         | 18 сентября 1957           |
| II     | 215             | 18 сентября 1957        | 22 октября 1962            |
| III    | 383             | 22 октября 1962         | 14 декабря 1967            |
| IV     | 457             | 14 декабря 1967         | 12 декабря 1972            |
| V      | 541             | 12 декабря 1972         | 15 декабря 1977            |
| VI     | 579             | 15 декабря 1977         | 5 апреля 1982              |
| VII    | 615             | 5 апреля 1982           | 29 декабря 1986            |
| VIII   | 655             | 29 декабря 1986         | 24 мая 1990                |
| IX     | 687             | 24 мая 1990             | 5 сентября 1998            |
| X      | 687             | 5 сентября 1998         | 3 сентября 2003            |
| XI     | 687             | 3 сентября 2003         | 9 апреля 2009              |
| XII    | 687             | 9 апреля 2009           | 9 апреля 2014              |
| XIII   | 687             | 9 апреля 2014           | 11 апреля 2019             |
| XIV    | 687             | 11 апреля 2019          | н.в.                       |

## Председатели ВНС КНДР
| Председатели Верховного Народного Собрания КНДР | Председатели Верховного Народного Собрания КНДР | Председатели Верховного Народного Собрания КНДР | Председатели Верховного Народного Собрания КНДР | Председатели Верховного Народного Собрания КНДР | Председатели Верховного Народного Собрания КНДР |
| Председатель                                    | Председатель                                    | Партия                                          | Начало полномочий                               | Окончание полномочий                            | Созыв                                           |
| ----------------------------------------------- | ----------------------------------------------- | ----------------------------------------------- | ----------------------------------------------- | ----------------------------------------------- | ----------------------------------------------- |
|                                                 | Хо Хон                                          | ТПК                                             | 10 сентября 1948                                | 16 августа 1951                                 | I                                               |
|                                                 | Ли Ёнг                                          | ТПК                                             | 22 декабря 1953                                 | 20 сентября 1957                                | I                                               |
|                                                 | Цой Вон Тхэк                                    | ТПК                                             | 20 сентября 1957                                | 23 октября 1962                                 | II                                              |
| 22 октября 1962                                 | Цой Вон Тхэк                                    | ТПК                                             | 16 декабря 1967                                 | III                                             |                                                 |
|                                                 | Пэк Нам Ун                                      | ТПК                                             | 16 декабря 1967                                 | 25 декабря 1972                                 | IV                                              |
|                                                 | Хван Чжан Ёп                                    | ТПК                                             | 25 декабря 1972                                 | 17 декабря 1977                                 | V                                               |
| 17 декабря 1977                                 | Хван Чжан Ёп                                    | ТПК                                             | 5 апреля 1982                                   | VI                                              |                                                 |
| 5 апреля 1982                                   | Хван Чжан Ёп                                    | ТПК                                             | 7 апреля 1983                                   | VII                                             |                                                 |
|                                                 | Ян Хён Соп                                      | ТПК                                             | 7 апреля 1983                                   | VII                                             | 30 декабря 1986                                 |
| 30 декабря 1986                                 | Ян Хён Соп                                      | ТПК                                             | 1990                                            | VIII                                            |                                                 |
| 1990                                            | Ян Хён Соп                                      | ТПК                                             | 5 сентября 1998                                 | IX                                              |                                                 |
|                                                 | Цой Тхэ Бок                                     | ТПК                                             | 5 сентября 1998                                 | 3 сентября 2003                                 | X                                               |
| 3 сентября 2003                                 | Цой Тхэ Бок                                     | ТПК                                             | 9 апреля 2009                                   | XI                                              |                                                 |
| 9 апреля 2009                                   | Цой Тхэ Бок                                     | ТПК                                             | 11 апреля 2014                                  | XII                                             |                                                 |
| 11 апреля 2014                                  | Цой Тхэ Бок                                     | ТПК                                             | 11 апреля 2019                                  | XIII                                            |                                                 |
|                                                 | Пак Тхэ Сон                                     | ТПК                                             | 11 апреля 2019                                  | 17 января 2023                                  | XIV                                             |
|                                                 | Пак Ин Чхоль                                    | ТПК                                             | 17 января 2023                                  | н.в.                                            | XIV                                             |

## Председатели Президиума ВНС КНДР
| Председатели Президиума Верховного Народного Собрания ВНДР | Председатели Президиума Верховного Народного Собрания ВНДР | Председатели Президиума Верховного Народного Собрания ВНДР | Председатели Президиума Верховного Народного Собрания ВНДР | Председатели Президиума Верховного Народного Собрания ВНДР | Председатели Президиума Верховного Народного Собрания ВНДР |
| Председатель                                               | Председатель                                               | Партия                                                     | Начало полномочий                                          | Окончание полномочий                                       | Созыв                                                      |
| ---------------------------------------------------------- | ---------------------------------------------------------- | ---------------------------------------------------------- | ---------------------------------------------------------- | ---------------------------------------------------------- | ---------------------------------------------------------- |
|                                                            | Ким Ду Бон                                                 | ТПК                                                        | 8 сентября 1948                                            | 20 сентября 1957                                           | I                                                          |
|                                                            | Чхве Ён Гон                                                | ТПК                                                        | 2 сентября 1957                                            | 22 октября 1962                                            | II                                                         |
| 22 октября 1962                                            | Чхве Ён Гон                                                | ТПК                                                        | 16 декабря 1967                                            | III                                                        |                                                            |
| 16 декабря 1967                                            | Чхве Ён Гон                                                | ТПК                                                        | 28 декабря 1972                                            | IV                                                         |                                                            |
|                                                            | Хван Чжан Ёп                                               | ТПК                                                        | 28 декабря 1972                                            | 17 декабря 1977                                            | V                                                          |
| 17 декабря 1977                                            | Хван Чжан Ёп                                               | ТПК                                                        | 5 апреля 1982                                              | VI                                                         |                                                            |
| 5 апреля 1982                                              | Хван Чжан Ёп                                               | ТПК                                                        | 7 апреля 1983                                              | VII                                                        |                                                            |
|                                                            | Ян Хён Соп                                                 | ТПК                                                        | 7 апреля 1983                                              | VII                                                        | 30 декабря 1986                                            |
| 30 декабря 1986                                            | Ян Хён Соп                                                 | ТПК                                                        | 1990                                                       | VIII                                                       |                                                            |
| 1990                                                       | Ян Хён Соп                                                 | ТПК                                                        | 5 сентября 1998                                            | IX                                                         |                                                            |
|                                                            | Ким Ён Нам                                                 | ТПК                                                        | 5 сентября 1998                                            | 3 сентября 2003                                            | X                                                          |
| 3 сентября 2003                                            | Ким Ён Нам                                                 | ТПК                                                        | 9 апреля 2009                                              | XI                                                         |                                                            |
| 9 апреля 2009                                              | Ким Ён Нам                                                 | ТПК                                                        | 9 апреля 2014                                              | XII                                                        |                                                            |
| 9 апреля 2014                                              | Ким Ён Нам                                                 | ТПК                                                        | 11 апреля 2019                                             | XIII                                                       |                                                            |
|                                                            | Чхве Рён Хэ                                                | ТПК                                                        | 11 апреля 2019                                             | н.в.                                                       | XIV                                                        |

## Выборы
| Дата            | Явка    | Голосов "за" |
| --------------- | ------- | ------------ |
| 25 августа 1948 | 99,97 % | 98,49 %      |
| 27 августа 1957 | 99,99 % | 99,92 %      |
| 8 октября 1962  | 100,0 % | 100,0 %      |
| 25 ноября 1967  | 100,0 % | 100,0 %      |
| 12 декабря 1972 | 100,0 % | 100,0 %      |
| 11 ноября 1977  | 100,0 % | 100,0 %      |
| 28 февраля 1982 | 100,0 % | 100,0 %      |
| 2 ноября 1986   | 100,0 % | 100,0 %      |
| 22 апреля 1990  | 100,0 % | 100,0 %      |
| 26 июля 1998    | 99,85 % | 100,0 %      |
| 3 августа 2003  | 99,9 %  | 100,0 %      |
| 8 марта 2009    | 99,98 % | 100,0 %      |
| 9 марта 2014    | 99,97 % | 100,0 %      |
| 10 марта 2019   | 99,99 % | 100,0 %      |